# Пригодницька настільна гра

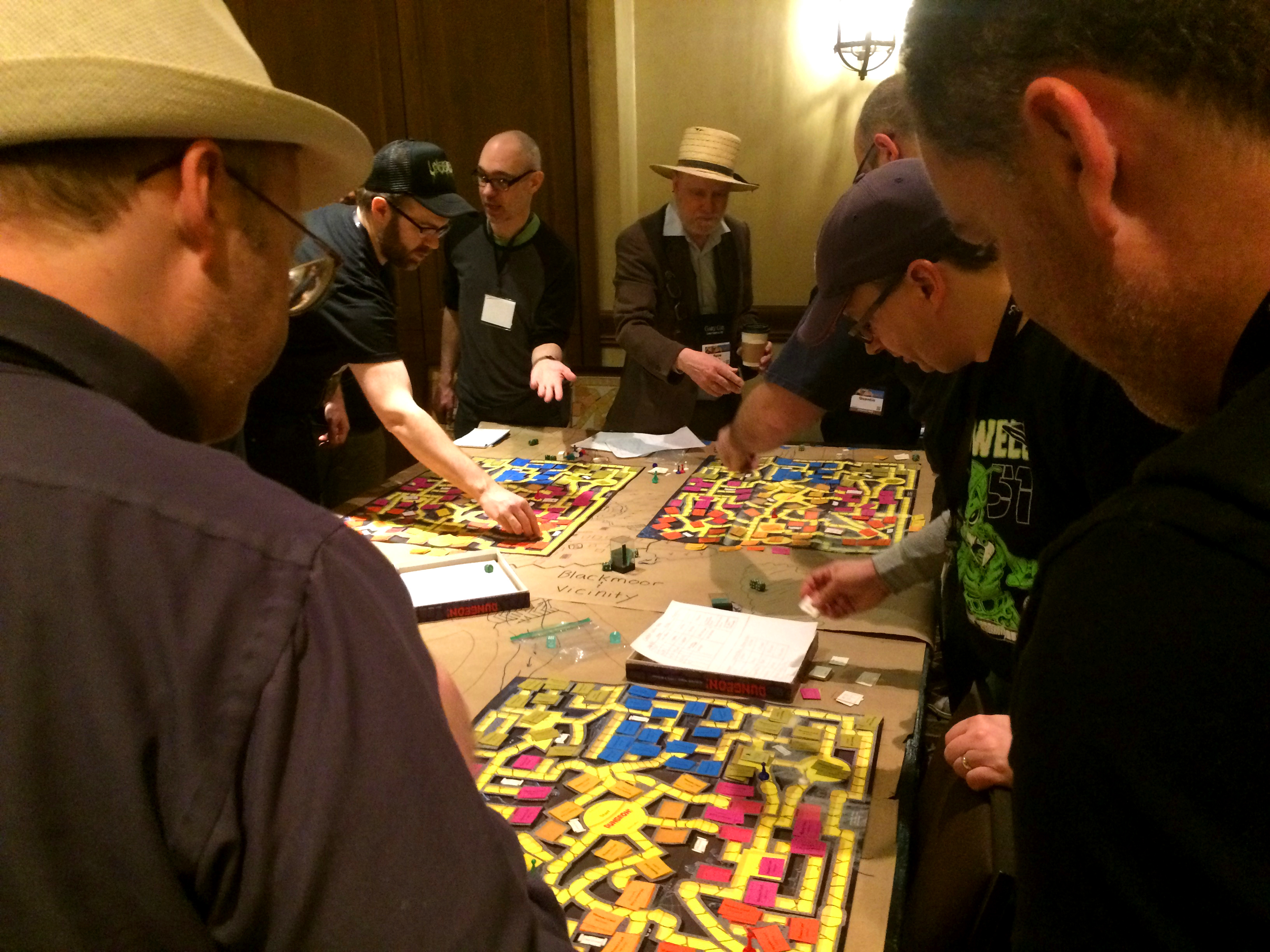
Девід Р. Мегаррі веде сесію Dungeon! на Gary Con

Пригодницька настільна гра — настільна гра, у якій гравець грає за унікального персонажа, який покращується протягом гри. Це покращення зазвичай відображається через зростання атрибутів персонажа, але також може виражатися у отриманні нових здібностей чи обладнання.

## Історія

### 1970-ті роки
Пригодницькі настільні ігри часто інтегрують різні рольові механіки, такі як очки досвіду та створення персонажа у формат настільної гри. Походження цих двох типів ігор взаємопов'язане. На початку 1970-х Дейв Арнесон представив свою рольову гру Blackmoor групі гравців. Один з цих гравців, Гері Гайгекс, співпрацював з Арнесоном для створення Dungeons & Dragons (1974). Ще один учасник цієї групи, Девід Мегаррі, перетворив цей досвід у настільну гру Dungeon! (1975), першу пригодницьку настільну гру. Власне, термін «пригодницькі ігри» у 1970-х роках стосувався того, що пізніше стало відомо як настільні рольові ігри, і лише згодом став асоціюватися з настільними іграми.

### 1980-ті роки
Жанр особливо зріс у популярності в 1980-х роках, коли його ключові піджанри були сформовані трьома важливими релізами десятиліття:
- Конкурентні фентезійні пригодницькі ігри, закріплені Dungeon! і особливо Talisman від Games Workshop (1983),
- Кооперативні пригодницькі ігри з розслідуванням, започатковані Arkham Horror від Chaosium (1987).
- Кооперативні фентезійні пригодницькі ігри, які поєднували обидва напрямки, вперше створені GW та Milton Bradley Company у HeroQuest (1989).

### 1990-ті роки
У 1990-х роках як пригодницькі настільні ігри, так і настільні рольові ігри зазнали різкого спаду в популярності на тлі буму та спаду колекційних карткових ігор.

### 2000-ні роки
Fantasy Flight Games повернули всі три піджанри на ринок із їхніми іграми Runebound (2004), другою редакцією Arkham Horror (2005) і Descent: Journeys in the Dark (2006). Інші компанії також випускали свої варіанти жанру, такі як карткова гра Dungeoneer від Atlas Games (2003) та Return of the Heroes від Pegasus Spiele (2003), що стала одним із перших прикладів використання механік єврогри у пригодницьких іграх — чого також дотримувалася Fantasy Flight Games у своїх наступних іграх.

### 2010-ті роки
У 2010-х роках жанр пригодницьких настільних ігор повернувся до своїх витоків, коли Wizards of the Coast, нові власники прав на Dungeons & Dragons, почали випускати власні кооперативні фентезійні пригодницькі ігри на основі четвертої редакції D&D: Castle Ravenloft (2010), Wrath of Ashardalon (2011), The Legend of Drizzt (2011) тощо.:307